# 金斯县 (爱德华王子岛省)

金斯县

金斯县位于加拿大爱德华王子岛省东部。该县为该省人口最少，面积最小的县。2006年，该县人口18,608。县治所在地为乔治敦。

## 行政区划
- 镇
  - 乔治敦
  - 蒙塔古
  - 苏里斯
- 居民点
  - 莫雷尔
  - 墨累河
- 无建制
  - Fortune Bridge